# Банда честных
«Банда честных» (итал. La banda degli onesti) — комедия итальянского режиссёра Камилло Мастрочинкве, снятая по сценарию Фурио Скарпелли и Адженоре Инкроччи (Адже) в 1956 году.

## Сюжет
Портье Антонио Бонокоре получает от умирающего соседа клише для печатания купюр в 10000 лир, украденное им во время работы на монетном дворе, с последней просьбой: уничтожить это клише. Однако Антонио испытывает большие финансовые трудности и не спешит исполнить просьбу покойного. Напротив, он находит двух соседей, у которых тоже серьёзные денежные проблемы: владельца небольшой типографии и художника, готового взяться за любую работу. После долгих раздумий они делают пробный оттиск, а затем печатают партию фальшивых денег. По иронии судьбы появившимися фальшивками (как впоследствии оказывается, изготовленными другой бандой) было поручено заняться молодому полицейскому, сыну Антонио. У каждого из компаньонов появляются дорогие обновки, и Антонио просит своих приятелей быть предельно осмотрительными. Но вскоре выясняется, что никто из них не пускал в ход фальшивые деньги. Дабы не ударить в грязь лицом, законопослушные друзья делали покупки на собственные сбережения, выдавая себя за опытных мошенников. Фильм заканчивается сценой сожжения на римском пустыре всей партии напечатанных, но так и не пущенных горе-преступниками в оборот фальшивых купюр.

## В ролях
- Тото — Антонио Бонокоре, портье
- Пеппино Де Филиппо — Джузеппе Ло Турко, типографист
- Джакомо Фурия — Кардоне, художник
- Луиджи Павезе — Касория, бухгалтер
- Габриэле Тинти — Микаэль, сын Антонио
- Меммо Каротенуто — новый портье